# Haing S. Ngor
Haing Somnang Ngor (វេជ្ជបណ្ឌិត ហាំង សំណាង ង៉ោ; Samrong Yong, 22 marzo 1940 – Los Angeles, 25 febbraio 1996) è stato un medico, attore e scrittore cambogiano naturalizzato statunitense.

## Biografia
Nato a Samrong Young, in Cambogia, Ngor svolgeva il lavoro di chirurgo e ginecologo nel 1975, quando Phnom Penh capitolò sotto i Khmer rossi. Sotto il nuovo regime, dovette nascondere le proprie abilità mediche, la sua educazione e persino il fatto di portare gli occhiali, cosa che gli avrebbe valso un'esecuzione immediata da parte del nuovo governo, che guardava con diffidenza a chiunque avesse un'istruzione al di fuori del Partito. Rimase internato in un campo di lavoro fino al 1979.
Sua moglie, My-Huoy, morì dando alla luce il loro figlio. Ngor non poté praticare il parto cesareo che le avrebbe potuto salvare la vita, perché così facendo avrebbe confessato le sue conoscenze mediche e di certo nessuno dei tre sarebbe sopravvissuto. 
Dopo la caduta dei Khmer Rossi, Ngor lavorò in un campo di rifugiati in Thailandia per un anno, per poi arrivare negli Stati Uniti nel 1980. Non gli fu concesso di tornare ad esercitare la professione medica e non si risposò. Nel 1988 scrisse con Roger Warner A Cambodian Odyssey, autobiografia che narra in particolare le tragiche vicende vissute in prima persona durante il regime di Pol Pot.

### Cinema
È principalmente noto per aver vinto il premio Oscar al miglior attore non protagonista nel 1985 per l'interpretazione di debutto del giornalista cambogiano Dith Pran in Urla del silenzio (The Killing Fields). È stato inoltre protagonista nel film di Oliver Stone Tra cielo e terra, e ha partecipato ad alcune puntate di vari telefilm, tra cui Miami Vice (1987).

### La morte
Nel febbraio 1996 fu assassinato a colpi di pistola vicino al suo appartamento di Los Angeles, da parte di una banda di strada composta da tre membri, che avevano precedenti per borseggio e aggressioni a mano armata. Gli assalitori dichiararono al processo di aver derubato Ngor del suo orologio Rolex d'oro e di avergli chiesto di consegnare il suo pendente con dentro la foto della sua moglie defunta. Al rifiuto di Ngor, spararono due colpi, di cui uno fatale, presero il pendente e fuggirono. Il pendente non è mai stato ritrovato.
Il movente ufficiale dell'uccisione come conseguenza della rapina sembra infondato, dato che sul corpo di Ngor erano presenti 2900 dollari non prelevati dagli assalitori. Al processo gli avvocati della difesa avanzarono l'ipotesi che l'assassinio aveva un movente politico in quanto orchestrato da simpatizzanti dei Khmer rossi, ma la teoria non venne supportata da alcuna prova. Kang Kek Iew, un ex-ufficiale dei Khmer rossi, affermò nel novembre 2009 che Ngor era stato assassinato per ordine di Pol Pot, sebbene il Governo degli Stati Uniti non abbia ritenuto credibile questa spiegazione.

## Opere
- (EN) Haing S. Ngor e Roger Warner, A Cambodian Odyssey, Macmillan Publishing Company, 1987, ISBN 0-02-589330-0.

## Filmografia

### Cinema
- Urla del silenzio (The Killing Fields), regia di Roland Joffé (1984)
- The Kinmen Bombs (Ba er san pao zhan), regia di Ting Shan-hsi (1986)
- Eastern Condors (Dung fong tuk ying), regia di Sammo Hung (1987)
- Triangolo d'acciaio (The Iron Triangle), regia di Eric Weston (1989)
- Vietnam War Story: The Last Days, regia di David Burton Morris, Sandy Smolan e Luis Soto (1989)
- Vietnam, Texas, regia di Robert Ginty (1990)
- Ambition, regia di Scott D. Goldstein (1991)
- My Life - Questa mia vita (My Life), regia di Bruce Joel Rubin (1993)
- Tra cielo e terra (Heaven & Earth), regia di Oliver Stone (1993)
- Fortunes of War, regia di Thierry Notz (1994)
- The Dragon Gate, regia di Mike Marvin (1994)
- Hit Me, regia di Steven Shainberg (1996)

### Televisione
- Hotel – serie TV, episodio 3x17 (1986)
- Miami Vice – serie TV, episodio 3x15 (1987)
- Vietnam missione Tonkin (In Love and War), regia di Paul Aaron – film TV (1987)
- CBS Summer Playhouse – serie TV, episodio 1x08 (1987)
- Autostop per il cielo (Highway to Heaven) – serie TV, episodio 5x09 (1989)
- China Beach – serie TV, episodio How to Stay Alive in Vietnam (1989)
- Ultimo volo a Saigon (Last Flight Out), regia di Larry Elikann – film TV (1990)
- Il commissario Scali (The Commish) – serie TV, episodio 1x13 (1992)
- Vanishing Son, regia di John Nicolella – film TV (1994)
- Vanishing Son II, regia di John Nicolella – film TV (1994)
- Vanishing Son III, regia di John Nicolella – film TV (1994)
- Vanishing Son IV, regia di John Nicolella – film TV (1994)
- Vanishing Son – serie TV, episodio Dance of the Dust (1995)

## Doppiatori italiani
- Gaetano Varcasia in Urla del silenzio, My Life - Questa mia vita
- Francesco Pannofino in Tra cielo e terra

## Riconoscimenti
- Premio Oscar
  - 1985 – Miglior attore non protagonista per Urla del silenzio
- Golden Globe
  - 1985 – Miglior attore non protagonista per Urla del silenzio
- BAFTA Awards
  - 1985 – Miglior attore protagonista per Urla del silenzio
  - 1985 – Miglior attore debuttante per Urla del silenzio
- Boston Society of Film Critics Awards
  - 1985 – Miglior attore per Urla del silenzio